# Шекилиев, Муса Шабан оглы
Муса Шабан оглы Шекилиев (азерб. Musa Şaban oğlu Şəkiliyev; род. 23 сентября 1959, Гах) — глава исполнительной власти Гахского района (2010—2025).

## Биография
Родился 23 сентября 1959 год в Гахском районе. В 1981 году окончил Новочеркасский инженерно-мелиоративный институт по специальности «инженер лесного хозяйства».
С 1981 по 1986 год работал лесным мастером, лесничим Гахского управления лесного хозяйства.
С 1986 по 1987 год являлся начальником штаба гражданской обороны исполнительного комитета Совета народных депутатов Гахского района.
С 1987 по 1989 год являлся директором Илисуинского заповедника.
С 1989 по 2002 год — директор Гахского лесного хозяйства.
С 2002 по 2010 год — заместитель начальника управления охраны и восстановления лесов, заместитель директора департамента развития лесов Министерства экологии и природных ресурсов Азербайджана.
Глава исполнительной власти Гахского района (с 12 апреля 2010).
20 июня 2025 года задержан в ходе спецоперации СГБ Азербайджана. Одновременно задержаны некоторые его заместители и должностные лица.
21 июня 2025 года отстранён от должности. Также 21 июня арестован Сабаильским районным судом г. Баку сроком на 3 мес. 28 дней.
Член партии «Новый Азербайджан».

## Награды
- Орден «За службу Отечеству» II степени[6]